# Kélibia (délégation)
Kélibia est une délégation tunisienne dépendant du gouvernorat de Nabeul.
| Hommes | Classe d’âge | Femmes |
| ------ | ------------ | ------ |
| 1 342  | 75 ou +      | 1 569  |
| 4 637  | 60-74 ans    | 4 338  |
| 6 729  | 45-59 ans    | 6 939  |
| 6 798  | 30-44 ans    | 7 294  |
| 6 679  | 15-29 ans    | 6 295  |
| 7 425  | 0-14 ans     | 6 874  |